# Helmondia '55 in het seizoen 1964/65
Het seizoen 1964/1965 was het 10e jaar in het bestaan van de Helmondse betaaldvoetbalclub Helmondia '55. De club kwam uit in de Tweede divisie B en eindigde daarin op de tweede plaats, in de promotiecompetitie kwam de club niet verder dan de derde plaats. Tevens deed de club mee aan het toernooi om de KNVB beker, hierin werd de club in de eerste ronde uitgeschakeld door Volendam (3–4).

## Wedstrijdstatistieken

### Tweede divisie B
|       | Baronie | BVV   | D.F.C. | Fortuna | 't Gooi | Hermes DVS | HVC   | Limburgia | LONGA | NOAD  | Roda JC | SVV   | Wilhelmina | Xerxes |
| ----- | ------- | ----- | ------ | ------- | ------- | ---------- | ----- | --------- | ----- | ----- | ------- | ----- | ---------- | ------ |
| Thuis | 3 – 3   | 2 – 0 | 2 – 1  | 1 – 5   | 3 – 0   | 3 – 2      | 2 – 2 | 3 – 2     | 4 – 0 | 3 – 1 | 4 – 1   | 2 – 1 | 2 – 1      | 2 – 1  |
| Uit   | 0 – 0   | 3 – 0 | 1 – 2  | 1 – 2   | 1 – 2   | 0 – 2      | 1 – 2 | 3 – 3     | 2 – 4 | 1 – 2 | 6 – 3   | 2 – 1 | 1 – 2      | 1 – 1  |

### Promotiecompetitie
| Speelronde 1                                                                                | Helmondia '55             | 1 – 1 (0 – 1) | Xerxes                                                                                     |
| 16 mei 1965 Plaats: Helmond De Braak Toeschouwers: 7.000 Scheidsrechter: Jef Dorpmans       | Gerard van de Kerkhof 46' |               | 42' Martin Snoeck                                                                          |
| Speelronde 2                                                                                | AGOVV                     | 1 – 6 (1 – 6) | Helmondia '55                                                                              |
| 23 mei 1965 Plaats: Apeldoorn Berg & Bos Toeschouwers: 7.000 Scheidsrechter: Lau van Ravens | Jan Fiechter 11' (pen.)   |               | 1', 38' Gerard van de Kerkhof 4' Van der Weele 40', 42' Cor Clynck 44' Jack van der Schoot |
| Speelronde 3                                                                                | Helmondia '55             | 0 – 3 (0 – 0) | D.F.C.                                                                                     |
| 30 mei 1965 Plaats: Breda NAC-stadion Toeschouwers: 6.000 Scheidsrechter: Piet Roomer       |                           |               | 47' (pen.) Rinus Bennaars 56' Cor Donga 80' Hans de Vos                                    |

### KNVB beker
| 1e ronde                                | Helmondia '55                 | 3 – 4 (3 – 2) | Volendam                                       |
| 4 oktober 1964 Plaats: Helmond De Braak | Lambert Kreekels 5', 15', 42' |               | 24' Dick Tol 24' Dick Bond 75', 81' Johan Pelk |

## Statistieken Helmondia '55 1964/1965

### Eindstand Helmondia '55 in de Nederlandse Tweede divisie B 1964 / 1965
| Stand | Gespeeld | Gewonnen | Gelijk | Verloren | Punten | Doelpunten voor | Doelpunten tegen |
| ----- | -------- | -------- | ------ | -------- | ------ | --------------- | ---------------- |
| 2e    | 28       | 18       | 5      | 5        | 41     | 61              | 55               |

### Topscorers
| #                | Naam                     | Goal |
| ---------------- | ------------------------ | ---- |
| 1.               | Leo van der Linden       | 27   |
| 2.               | Lambert Kreekels         | 13   |
| 3.               | Gerard van de Kerkhof    | 8    |
| 4.               | Cor Clynck               | 5    |
| 5.               | Hans Derison             | 2    |
| 5.               | Ad van der Laar          | 2    |
| 5.               | George Voorjans          | 2    |
| 8.               | Willie Heesakkers        | 1    |
| Eigen doelpunten |                          |      |
| –                | Jacques Maas (Limburgia) | 1    |
| Totaal           | Totaal                   | 61   |

| #      | Naam                  | Goal |
| ------ | --------------------- | ---- |
| 1.     | Gerard van de Kerkhof | 3    |
| 2.     | Cor Clynck            | 2    |
| 3.     | Jack van der Schoot   | 1    |
| 3.     | Rene van der Weele    | 1    |
| Totaal | Totaal                | 7    |

| #      | Naam             | Goal |
| ------ | ---------------- | ---- |
| 1.     | Lambert Kreekels | 3    |
| Totaal | Totaal           | 3    |